# District de Rayagada
Le district de Rayagada est un district de l'état de l'Odisha (Inde), avec pour chef-lieu la ville de Rayagada. Sa population compte 823 000 habitants, au recensement de 2011.[réf. souhaitée]